# Permakultura
Pêrmakultúra je načrtovan sistem, ki poskuša ustvariti trajnostni življenjski prostor (habitat) s posnemanjem vzorcev iz narave.
Besedo »permakultura« sta sredi sedemdesetih sestavila Avstralca Bill Mollison in David Holmgren iz besed permanentna agrikultura ali permanentna kultura.
Permakulturo lahko opišemo kot etični sistem načrtovanja primeren za proizvodnjo prehrane, izrabe prostora ter gradnjo prebivališč. V njej se prepletajo ekologija, pokrajina, ekološko kmetijstvo, arhitektura in agrogozdarstvo. Poudarek ni na teh posameznih elementih, temveč na povezavah med njimi, pri čemer se doseže sinergijski učinek. Permakultura sloni na pozornem in preudarnem opazovanju narave in naravnih sistemov ter prepoznavanju univerzalnih vzorcev in principov z vključevanjem le-teh v naše okoliščine.
Poudariti velja, da to ni nekja novega. Na kitajskem obstaja kmetija, ki je dokazano neprenehoma prehranjevala v zadnjih 1000 letih do 10 članov ene družine in se ni veliko spremenila od takrat, vendar pa so kljub vsem naporom take trajnostne kmetije zelo "netrajnostne" in ena za drugo propadajpo. 

## Začetek
Sredi 70-ih sta dva Avstralca, dr. Bill Mollison in David Holmgren začela razvijati idejo, za katero sta upala, da bo pomagala ustvariti stabilen agrikulturen sistem. To je bil njun odgovor na hitro rastočo uporabo destruktivne industrijsko-agrikulturne metode, ki je zastrupljala zemljo in vodo, ter povzročala erozijo prsti z nekoč rodovitne pokrajine. Ta načrtovani pristop, imenovan permakultura sta prvič predstavila občinstvu s publikacijo Permaculture One leta 1978.
Izraz permakultura je na začetku pomenil permanentna agrikultura vendar sta ga kmalu razširila na permanentna kultura, ker sta ugotovila, da je socialni vidik eden izmed ključnih delov trajno stabilnega sistema.
Po izdaji Permaculture One sta Mollison in Holmgren naprej izboljševala in razvijala ideje z načrtovanjem stotine permakulturnih območij ter organiziranjem teh informacij v bolj podrobne knjige. Mollison je predaval v več kot osmih državah, kjer je njegov dvotedenski načrtovalni tečaj obiskovalo več tisoč tečajnikov. Na začetku 80-ih se je sistem začel razvijati naprej od, do tedaj pretežno agrikulturnega modela, k celovitemu sistemu načrtovanja trajnostnega človeškega življenjskega prostora.
Do sredine 80-ih je že veliko tečajnikov uspešno uporabljalo načela permakulture, ter so že sami začeli poučevati tehnike, ki so jih osvojili. V kratkem času je bilo širom sveta (več kot sto držav), ustanovljeno več permakulturnih skupin, projektov, združenj in inštitucij.
Permakultura se je razširila iz Avstralskega v mednarodno gibanje. Angleški učitelj permakulture Patrick Whitefield, avtor knjig The Earth Care Manual in Permaculture in a Nutshell meni, da obstajata dva stališča permakulture: a) izvirna in b) načrtovana permakultura. Izvirna permakultura poskuša čim bolj verno posnemati naravo z razvojem užitnega ekosistema, ki je zelo podoben divjemu dvojniku. Načrtovana permakultura uporablja delujoče povezave v naravnem ekosistemu za načrtovanje vrta. Končni rezultat ne zgleda tako naravno kot gozdni vrt, vendar je še vedno osnovan na ekoloških principih.

### Vplivi
Izraz permanentna agrikultura je prvi uporabil Franklin Hiram King v svoji knjigi iz leta 1911, Farmers of Forty Centuries: Or Permanent Agriculture in China, Korea and Japan, kjer jo je definiral kot agrikulturo ki lahko traja v neskončnost.
Tej definiciji je nasprotoval Avstralec P. A. Yeomans (Water for Every Farm, 1973), ki je predstavil opazovalni pristop do uporabe zemlje v Avstraliji v 40-ih, ki je temeljil predvsem na njegovem poznavanju geologije. Yeoman je predstavil Keyline načrtovanje za upravljanje vodnih zalog za namakanje površin.
Na Holmgrena je na začetku zelo vplivalo tudi delo Howard T. Oduma. Odum se je osredotočal na sistem ekologije, predvsem na princip največje energije (Maximum power), ki preučuje energijo sistema in kako naravni sistemi težijo k povečanju energije vpete v sistem. Na primer, skupna kalorična vrednost gozda je zelo velika z njegovo množico rastlin in živali, ter je zelo učinkovit pretvornik sončne energije v biomaso. Nasprotno pa pšenično polje vsebuje veliko manj energije in pogosto potrebuje velike energijske vložke za zagotavljanje rodnosti.